# Modisimus sanvito
Modisimus sanvito är en spindelart som beskrevs av Huber 1998. Modisimus sanvito ingår i släktet Modisimus och familjen dallerspindlar.
Artens utbredningsområde är Costa Rica. Inga underarter finns listade i Catalogue of Life.